# ППД-34
ППД-34/38/40 (Пистолет-пулемёт Дегтярёва) – картечен пистолет (автомат), създаден и доусъвършенстван от съветския оръжеен конструктор Василий Дегтярьов в 1934 година. ППД-34 е първият картечен пистолет, приет на въоръжение в Червената армия (юни 1935).
За разлика от предшестващи опитни образци, а и от използваните по това време в други държави автомати, автоматът е конструиран за използване не на 9 mm патрон, а на леко модифицирания патрон за автоматичния пистолет на Маузер С96, с калибър 7,63 mm. За избора на този патрон – 7,62 х 25 говори и това, че той вече се използвал в приетия на въоръжение в Червената армия същата година (1934) автоматичен пистолет ТТ-33.
По този начин се опростявало снабдяването на войската с муниции, а и производството на цевите е могло да се извършва с едно и също технологично оборуване, като цевите са се произвеждали и от бракувани заготовки за цеви за винтовки/карабини.

## Използване
През 1935 година ППД-34 е приет на въоръжение в Червената армия. Произвеждан е в няколко малки серии, като броят на щампованите части е малък. Първият вариант – ППД-34 е с 25 заряден дъговиден/секторен пълнител. По това време военните специалисти в почти всички държави смятат картечните пистолети за полицейско оръжие, имащо в армията само спомагателна функция.
По време на експлоатацията на ППД се установява, че закрепването на пълнителя към цевната кутия е недостатъчно добро – в дървената ложа се вгражда направляващ профил/гърловина, който позволява добро захващане на пълнителя. Взема се също решение за увеличаване на вместимостта на пълнителя, поради високия темп при автоматична стрелба (800 – 1000 изстрела в минута) вместимостта на пълнителя от 25 патрона се оказва недостатъчна за създаването на висока плътност на огъня за по-дълго време (налагало се е честото презареждане на автомата и зареждане на пълнители).
През 1938 година автоматът е модернизиран – пригоден е и за използване на 73 заряден дисков пълнител – подобен на финландския Suomi M-31. При ППД-38 дисковият пълнител има една характерна особеност, различаваща го от пълнителя на Суоми и други подобни модели. При ППД дървената ложа е непрекъсната (при Суоми ложата свършва до пълнителя, така патроните се подават директно от диска към патронника на автомата) и в нея се намира държача, гърловината на плоския, секторен пълнител. Това налага (вероятно за да могат да се използват и двата вида пълнители без голяма промяна на самото оръжие) добавянето към дисковия пълнител на прав, плосък участък, който да влиза в гърловината и да подава патроните към патронника. Тази конструкция се оказва не много успешна – за последните 6 патрона в пълнителя, намиращи се в правия участък се добавя специален дотиквач. Освен това се случват и заклинвания на патрон при стрелба. Това можело да се отстрани само при сваляне на пълнителя.
Въпреки това под наименованието ППД-34/38, автоматът е приет на въоръжение в Червената армия (РККА), като се раздава основно на НКВД и Гранични войски, а известно количество се заскладява. Малък брой ППД-34 се раздава на командния състав. Това отношение към ППД-34, а и към картечните пистолети въобще в този момент е световна тенденция – стремежът е бил стрелковите подразделения да се въоръжават с автоматични и самозарядни пушки и карабини (в СССР по това време са приети на въоръжение самозарядните АВС-З6 и СВТ-38. От СВТ-38/40 са произведени около 1,6 милиона броя, но СВТ-38 се е състояла от 143 детайла, от които 22 пружини, за производството и са били необходими 10 вида стомани и 2 вида специална стомана).
През 1939 Наркомът на отбраната излиза с решение ППД 34/38 да бъде снет от въоръжение като „слабо ефективно оръжие, и имащо ограничена употреба“. Освен това има и икономически причини: през 1939 година ППД 34/38 струва 880 рубли, а самозарядната карабина СВТ-38 е 900 рубли. Отношението към картечните пистолети рязко се изменя по време на Зимната война 1939 – 1940 г. Под впечатленията от действията на финските автоматчици, въоръжени със Suomi М-31 и имащи огромно преимущество в огнева мощ, командването на Червената армия иззема от складовете и от граничните войски всички налични автомати ППД-34 и ППД-34/38 (за 1934 – 38 година са произведени 5084 броя) и организира откарването им на фронта със самолети. Дегтярьов спешно разработва нов вариант на ППД за „нормален“ пълнител, без характерната права част, подобен на финландския. Новият вариант на автомата е утвърден през февруари 1940 и получава наименованието ППД-40. Производството на автомати, включително и на ППД-40, започва на 3-сменен режим, с пълно натоварване на оборудването. От ППД 40 са произведени общо 81 110 броя през 1940 година.
Характерна особеност на ППД-40 е разделената на две дървена ложа. Дисковият пълнител вече се прикрепва директно към цевната кутия, плоски пълнители вече не могат да се употребяват. Външно още са променени спусковата скоба и перфорацията на кожуха на цевта.
Отчитайки опита от Зимната война и употребата на MP38 от немците в Полша и окупираните европейски страни, в СССР се взема решение за създаване на нов автомат, който да замести ППД-34/40 и да бъде масово внедрен в армията. От тази гледна точка ППД-40 се оказва прекалено скъп и сложен за масовото производство, изисквала се грижлива и квалифицирана обработка на повечето от детайлите.
Основната задача на конструкторите при разработката на прототипите е била създаването на оръжие, близко до ППД-34/40 или превъзхождащо го по тактико-техническа характеристика, но освен това по-евтино и пригодено за масовото производство и от невоенни предприятия. Конкурсът се печели от автомата на Шпагин ППШ-41, чието производство започва още в началото на 1941 година. Същата година ППД е снет официално от въоръжение. В началото на Втората световна война от останали в складовете части се сглобяват още 5000 броя ППД 34/38. Производството на ППД 40 се възобновява в Ленинград, като за 1941 – 42 са произведени общо 42 870 броя, наричани от войниците „блокадники“ и „блокаден випуск“.
През годините на войната ППД 34/38/40 се употребява масово от партизанските части.

Пленените от немците автомати получават наименованието Maschinenpistole 715(r) и се употребяват от различни тилови служби и полицията.

### Конструкция
Принципът на действие на автоматиката се основава на използването на отката на свободния затвор. Затварянето на цевта става за сметка на масата на затвора и на усилието на възвратната пружина. Спусковият механизъм позволява воденето на автоматичен и единичен огън. Изборът на режим на огъня се осъществява чрез лостче, намиращо се в предната дясна част на спусковата скоба. Цевта се намира в тръбовиден кожух с отвори за вентилация. Ръчният предпазител се намира на лоста за зареждане и блокира затвора в предно или задно /заредено/ положение. Прикладът е дървен, карабинен тип. След въвеждането на дисковия пълнител през 1938 г. скорострелността нараства с още 100 изстрела в минута.
ППД има секторен прицел, разграфен през 50 m до 500 m. По време на бойните действия се установява, че воденето на огън къси редове на разстояние над 200 m е неефективно. За стрелба на дълги редове се препоръчва максимално разстояние от 50 метра, а за единична стрелба 300 метра.

## ‎Външни препратки
- В Общомедия има медийни файлове относно ППД-34